# Oramia rubrioides
Oramia rubrioides är en spindelart som först beskrevs av Henry Roughton Hogg 1909.  Oramia rubrioides ingår i släktet Oramia och familjen trattspindlar. Inga underarter finns listade i Catalogue of Life.